# Кварцова лампа

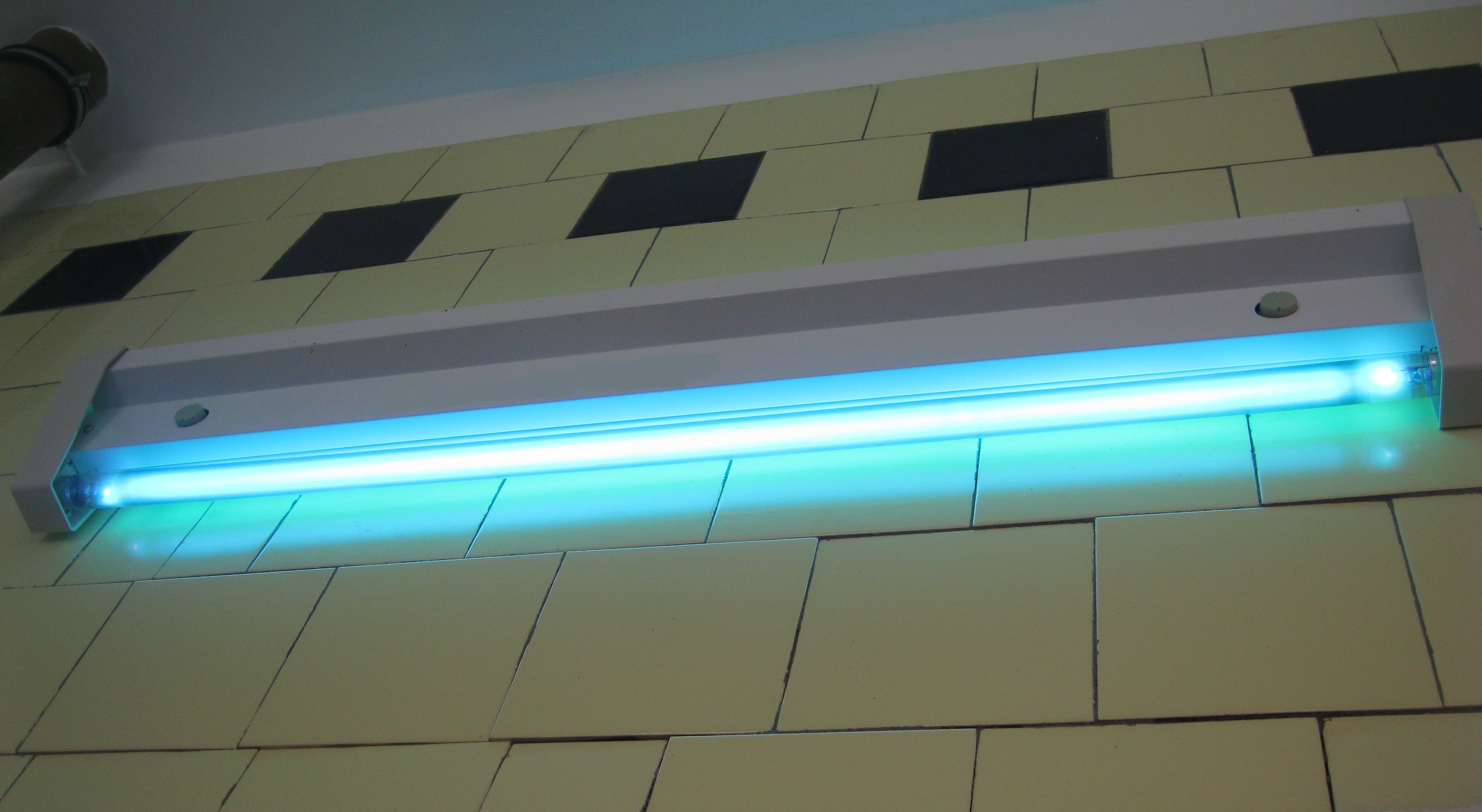
Включена бактерицидна лампа (ДБ-30)

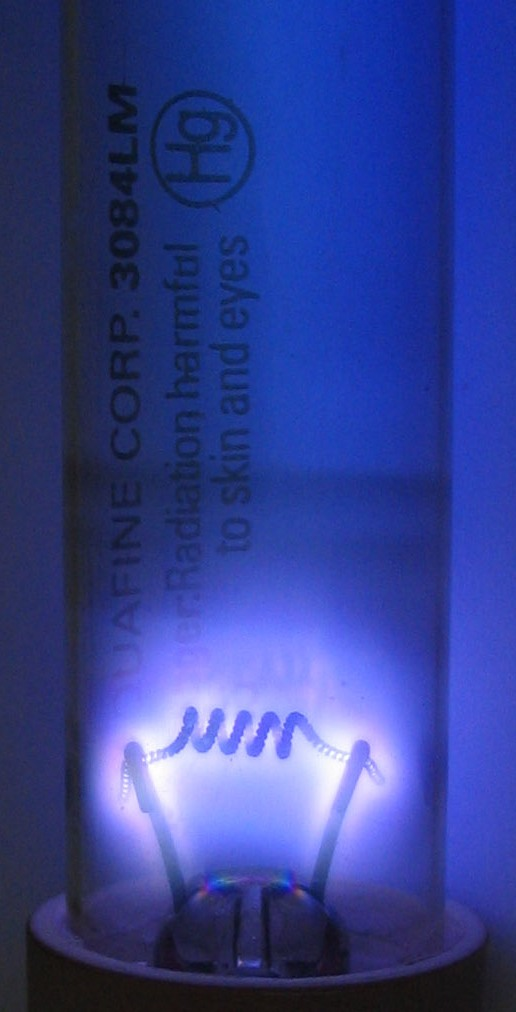
Газовий розряд в бактерицидної ртутної лампи низького тиску

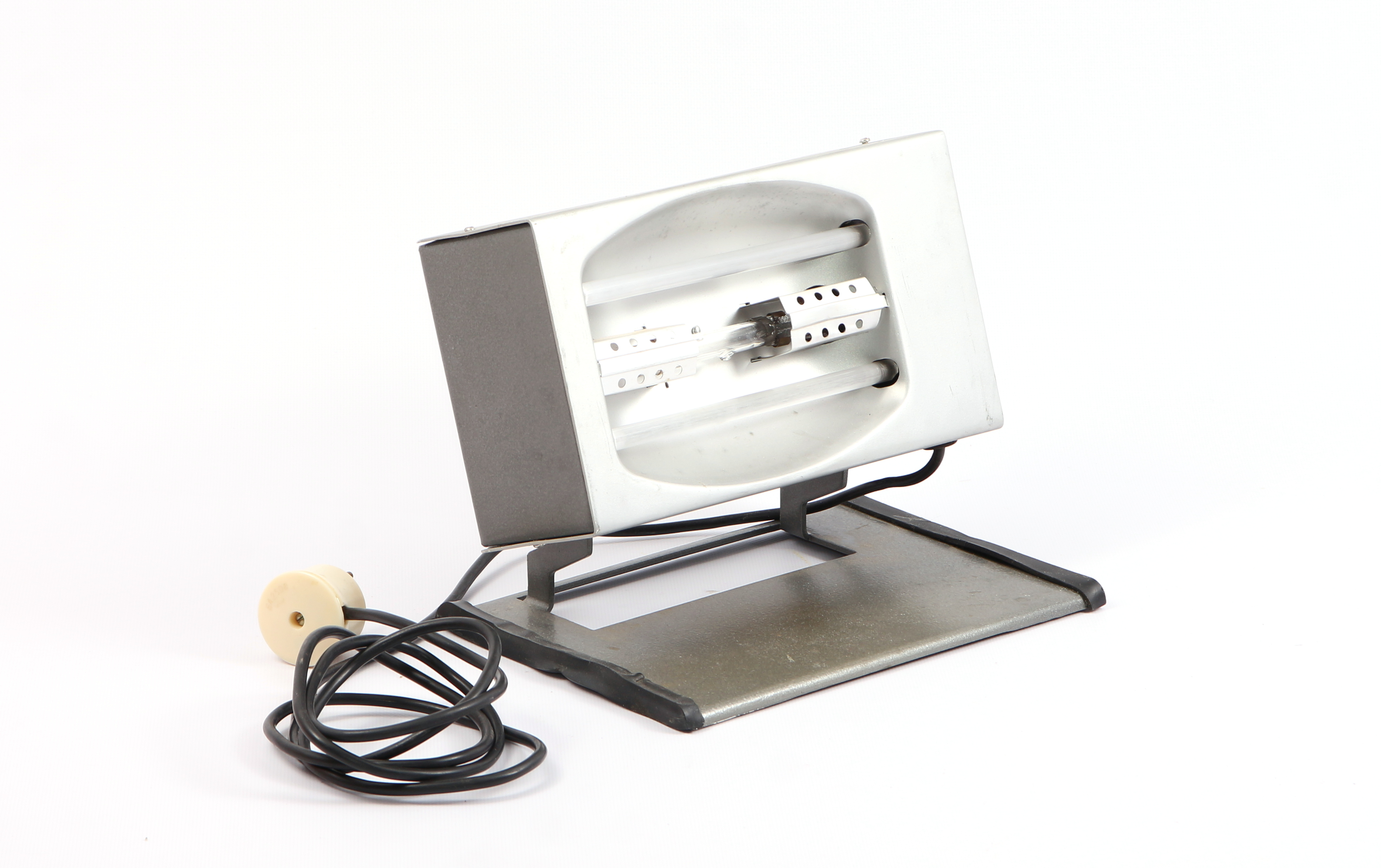
Радянський ультрафіолетовий опромінювач побутовий (УФО-Б) з дуговою ртутною лампою

Ква́рцова ла́мпа — електрична ртутна газорозрядна лампа з колбою з кварцового скла, призначена для отримання майже повного спектру ультрафіолетового випромінювання. На відміну від звичайного скла, кварцове скло пропускає ультрафіолет, що і дозволяє йому забезпечувати знезаражувальний і терапевтичний ефект використання таких ламп.
Людина бачить світло від кварцової лампи синім, оскільки основну частину спектру випромінювання такої лампи не видно, а синє світло найбільш близьке в доступному для сприйняття людини спектрі до ультрафіолетового, яке є основним у цих ламп.
Іноді кварцовою лампою помилково називають потужну лампу розжарювання з колбою з термостійкого кварцу, проте нині цю назву можна вважати застарілою. Такі лампи зараз зазвичай виконуються газонаповненими і, щоб уникнути плутанини, іменуються галогенними. Вони не мають прямого відношення до кварцових ламп і мають інший функціонал і призначення. Також іноді помилково називають кварцовими лампами увіолеві лампи, що є бактерицидними.

## Історія відкриття
Історія вивчення ультрафіолетового випромінювання почалася в 1800 році, коли Вільям Гершель уперше відкрив невидиму оку частину спектру. За рік його колега Йоганн Вільгельм Ріттер надав повноцінні наукові докази існування ультрафіолетового випромінювання.
Медичне застосування ультрафіолету почалося майже через сто років (1892), коли англійський вчений на ім'я Гаррі Маршал Вард виявив сприятливий вплив ультрафіолету, який за певний час впливу знищує бактерії та мікроби. Уперше кварцову лампу для медичного застосування виготовили 1906 року в ході спільної роботи Річарда Кеха, що першим отримав кварцове скло, і Рещинського.
У 1918 році відкрили ще один ефект впливу кварцових ламп. Через випромінюваний ультрафіолет вони можуть використовуватися в медицині для заповнення дефіциту сонячного світла і боротьби з наслідками рахіту. Це відкриття належить німецькому вченому Курту Гульдчинському. Відкриття зробили експериментально: доктор Гульдчинський опромінював групу пацієнтів кварцовими лампами. Наймолодшого з його пацієнтів звали Артур, йому було три роки, і саме на ньому був найбільш виражено помічений ефект зміцнення кісткової системи завдяки впливу ультрафіолету. Пізніше експериментальним і дослідним шляхом довели, що ультрафіолет, як природного походження, так і штучного, сприяє виробленню організмом людини вітаміну D, необхідного для засвоєння кальцію і нормального формування кісткової тканини. Це вперше продемонстрував 1923 року американський біохімік Гаррі Стенбок, який використовував ультрафіолет для опромінення їжі. Одночасно з ним свої роботи вів ще один вчений, А. Ф. Гесс, який зумів довести вироблення вітаміну D в організмі людини під впливом ультрафіолету.
Відтоді кварцові лампи широко застосовують у медицині.

## Застосування

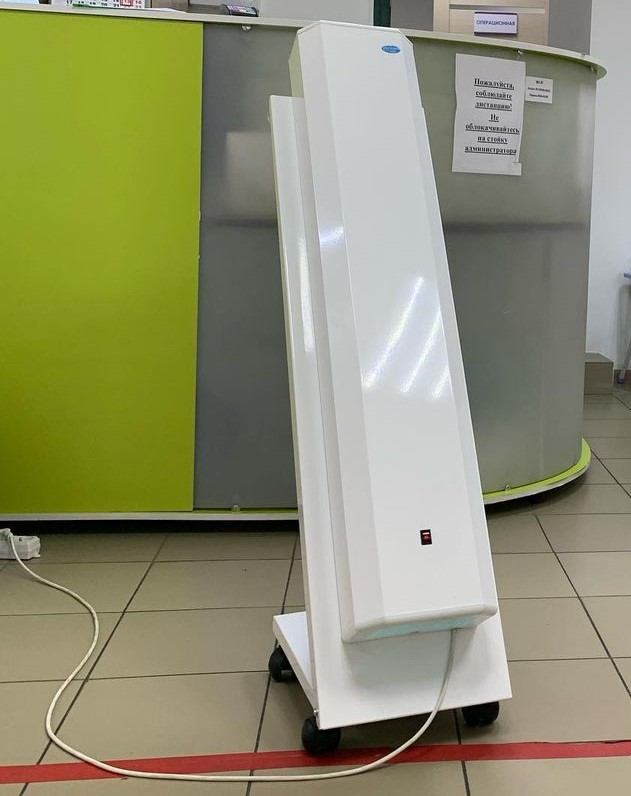
Кварцова лампа (рециркулятор) закритого типу в лікарні

З 1906 року, коли відкрили знезаражувальний ефект від опромінення кварцовими лампами, їх почали застосовувати для дезінфекції приміщень. З 1910 року встановлено зв'язок між інтенсивністю і часом впливу ультрафіолетового випромінювання і бактерицидним ефектом. Це відкриття використали медики під час Першої світової війни для знезараження приміщень у госпіталях.
З 1919 року кварцові лампи використовуються як джерело ультрафіолету для дітей, що страждають рахітом. Їх використання в даному напрямку почалося після дослідів німецького вченого Курта Гульдчинського, що на практиці довів ефективність впливу ультрафіолетового випромінювання кварцових ламп для лікування наслідків рахіту. Вже через рік після його дослідів у Німеччині було масово введено опромінення малолітніх дітей кварцовими лампами.
У 1930-х роках активно розвивалося виробництво кварцових ламп у США та Німеччині, а в 1950-х такі лампи застосували й у СРСР. У Радянському Союзі їх впроваджували настільки масово, що опромінення дітей кварцовими лампами (для профілактики рахіту) проводили в кожному дитячому садку.
У сучасному світі кварцові лампи також застосовуються у теплицях і оранжереях для запобігання захворюванням рослин і збільшення інтенсивності їхнього росту. Також опромінення кварцовими лампами застосовується в зоотехнії і ветеринарії, у тому числі в зоопарках для забезпечення молодняку тварин і птахів необхідною кількістю ультрафіолету.

### Застосування кварцових ламп в сучасній медицині
Кварцова лампа призначена для загальних та внутрішньопорожнинних опромінень в ефективному спектральному діапазоні випромінювання 205—315 нм (УФС-діапазон) при запальних захворюваннях в оториноларингології в лікувальних, лікувально-профілактичних, санаторно-курортних установах, а також на дому за рекомендацією лікаря і рекомендується при таких захворюваннях:
- у терапії — лікування артритів, запальних захворюваннях органів дихання, бронхіальної астми;
- у хірургії — лікування гнійних ран і виразок, пролежнів, опіків і відморожень, маститів тощо;
- у стоматології — для лікування афтозних стоматиту, пародонтозу та інших;
- захворювання і травми опорно-рухового апарату;
- шкірні захворювання та ін.

## Заходи безпеки при роботі
Внаслідок кварцування повітря збагачується озоном, який, у свою чергу, також дезінфікує повітря. Озон отруйний, тому після кварцування приміщення слід провітрювати.
При правильному дотриманні режиму використання лампи кварцування шкоди немає. При неправильному використанні може призвести до опіку очей.
У медичних установах кварцування досить широко застосовується з бактерицидною метою.
Під час роботи кварцової лампи слід залишити приміщення. На працюючу лампу категорично не можна дивитися і намагатися під нею засмагати.

## Утилізація кварцових ламп
Для утилізації кварцових ламп існують певні правила, їх утилізація з побутовими та промисловими відходами не допускається, бо вони містять ртуть.
Викидати використані кварцові лампи в сміттєпроводи і вуличні сміттєві контейнери суворо заборонено, оскільки це може призвести до забруднення повітря токсичними парами ртуті. Рівень вмісту ртуті в кварцових лампах такий, що при порушенні цілісності однієї медичної кварцової лампи зараження повітря може сягати понад 5000 м³.

### Правила утилізації кварцових ламп
Кварцові лампи відносяться до відходів першого класу небезпеки.
Збирання відходів проводиться на місці, окремо від звичайного сміття, при цьому використані лампи сортують за діаметром і довжиною, після чого укладають у спеціальні коробки для безпечного зберігання і транспортування до місця утилізації. До відправлення на утилізацію їх належить зберігати в окремому приміщенні.
Утилізують такі відходи спеціалізовані організації, що мають відповідну державну ліцензію. Кожна лампа транспортується в окремій упаковці, що гарантує те, що вона не буде розбита при перевезенні.
Процес утилізації являє собою демеркуризацію.
За порушення правил утилізації такого роду відходів накладають великі штрафи, а також може настати кримінальна відповідальність (залежно від наслідків і обсягу заподіяних порушенням збитків).